# Jan Golędzinowski
Jan Ignacy Golędzinowski (ur. 27 września 1877 w Zaborowie, zm. 6 maja 1942) – polski duchowny rzymskokatolicki i działacz społeczny, radny Warszawy, proboszcz parafii Chrystusa Króla w Warszawie.

## Życiorys

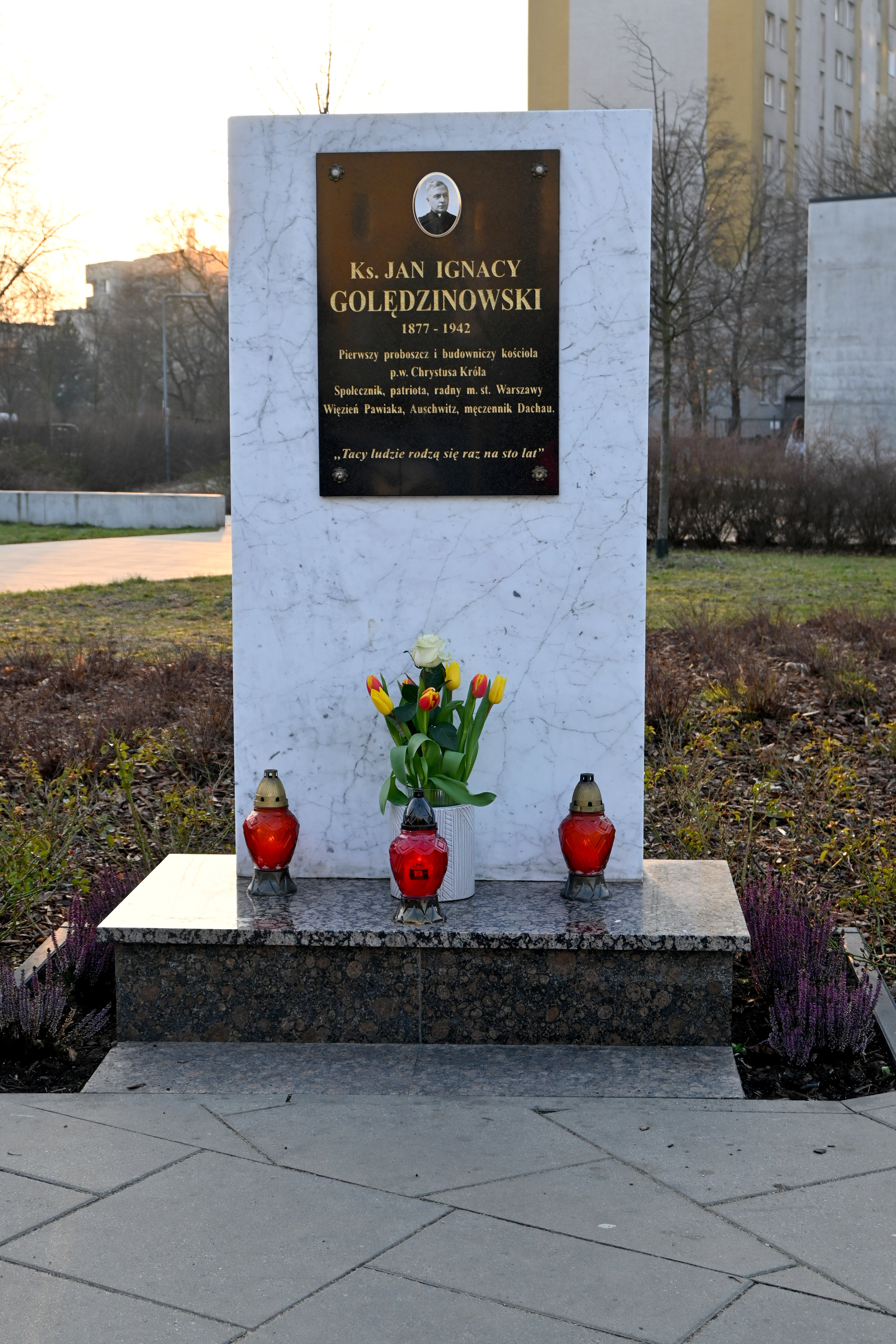
Tablica upamiętniająca ks. Jana Golędzinowskiego na Skwerze ks. Jana Ignacego Golędzinowskiego na warszawskim Targówku

Był synem Franciszka, ekonoma dworskiego, i Marianny z Niedzielskich. Po ukończeniu warszawskiego I Progimnazjum, od 1895 studiował w Seminarium Duchownym w Sandomierzu. Święcenia kapłańskie otrzymał w 1901 i następnie pełnił posługę w diecezji kieleckiej.
W 1902 założył tajną szkołę średnią w której prowadzone były zajęcia z przedmiotów zabronionych przez władze zaborcze jak historia Polski, historia literatury polskiej czy geografia Polski. Po wykryciu szkoły przez władze carskie, został ona zlikwidowana, a ks. Golędzinowski w ramach represji został przeniesiony do Kossowa, gdzie również utworzył tajną szkołę. Był także organizatorem kółek  Organizacji Młodzieży Niepodległościowej „Zarzewie”.
Był administratorem parafii w Gorenicach koło Olkusza i w Nowym Korczynie. Prowadził w tym czasie agitację na rzecz Legionów za co został aresztowany i wysiedlony do Peterhofu pod Petersburgiem. W Peterhofie podjął pracę nad organizacją parafii katolickiej. Był organizatorem domów opieki, sierocińców, ochronki, bursy i szkoły dla emigrantów. 
Po powrocie do Polski, na własną prośbę został inkardynowany do diecezji warszawskiej. W 1920 wstąpił do Wojska Polskiego i pełnił służbę jako kapelan szpitala wojskowego w trakcie wojny polsko-bolszewickiej.
W sierpniu 1922 został proboszczem parafii w Lutkówce koło Mszczonowa, a 1924  proboszczem parafii w Wołominie. W tym okresie zaangażowany był także w różne formy działalności na rzecz lokalnej społeczności, piastując między innymi funkcję prezesa Kasy Spółdzielczej, prezesa Komitetu Pomocy Bezrobotnym oraz dyrektora i opiekuna sierocińca w Wołominie. Był członkiem Sejmiku Powiatowego w Radzyminie oraz radnym miejskim w Wołominie.
Od 1932 był proboszczem parafii Chrystusa Króla w Warszawie i organizatorem budowy kościoła parafialnego przy ul. Tykocińskiej. 
Pełnił również funkcję prezesa Towarzystwa Miłośników Targówka. W 1938 uzyskał mandat radnego Warszawy. Był bliskim współpracownikiem prezydenta stolicy Stefana Starzyńskiego.
Podczas okupacji niemieckiej, został aresztowany w ramach Akcji AB w dniu 30 mraca 1940 i osadzony w więzieniu na Pawiaku. 21 września 1940 został deportowany do nazistowskiego obozu koncetracyjnego KL Auschwitz, a następnie przeniesiony do KL Dachau. Zginął w maja 1942 w wyniku uduszenia spalinami samochodowymi w drodze do zamku Hartheim w mobilnej komorze gazowej.

## Upamiętnienie

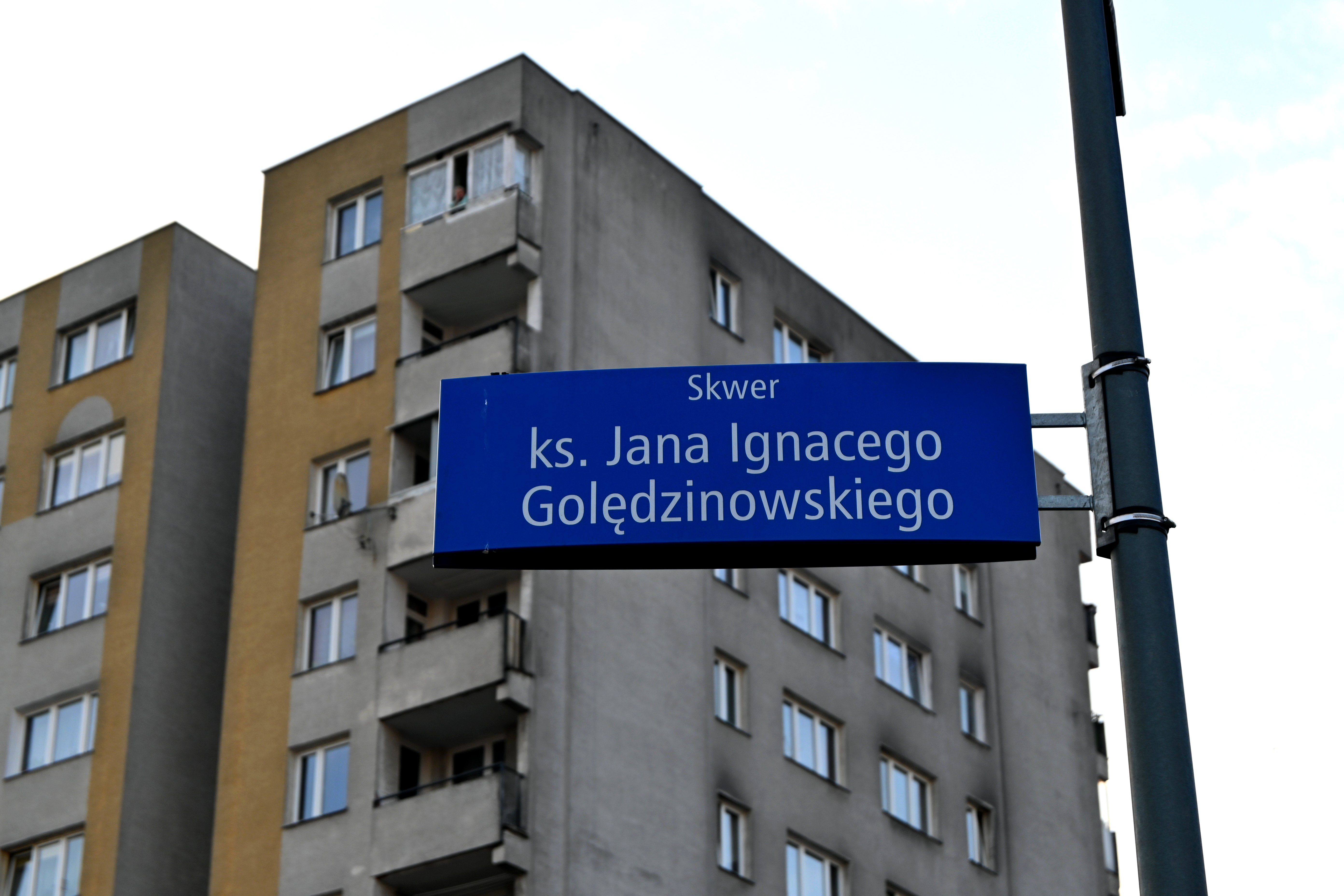
Skwer ks. Jana Ignacego Golędzinowskiego na warszawskim Targówku

Od 2021 jest patronem skweru nad stacją metra Targówek Mieszkaniowy.

## Wybrane odznaczenia
- Order Odrodzenia Polski IV klasy[3],
- Krzyż Niepodległości[3],
- Złoty Krzyż Zasługi[3]